# Croton phuquocensis
Espèce
Statut de conservation UICN

 VU D2 : Vulnérable
Croton phuquocensis est une espèce de plantes à fleurs du genre Croton et de la famille des Euphorbiaceae, présente à l'est de la Thaïlande et au Viêt Nam (Phú Quốc).